# Diocèse du Nord
Cet article court présente un sujet plus développé dans : Archidiocèse de Cambrai et Archidiocèse de Lille.
Le diocèse du Nord est un ancien diocèse de l'Église constitutionnelle en France. Créé par la constitution civile du clergé de 1790, il est supprimé à la suite du concordat de 1801. Il couvrait le département du Nord. Son siège épiscopal était Cambrai.